# Кубок Латвии по футболу 2009/2010
Ку́бок Ла́твии по футбо́лу 2009/10 — 68-й розыгрыш Кубка Латвии по футболу.

## 1/32 финала
| Дата       | Хозяева                    | Счёт         | Гости                       |
| ---------- | -------------------------- | ------------ | --------------------------- |
| 17.10.2009 | Кварцс (Мадона)            | 3:0          | Плявиняс ДМ                 |
| 17.10.2009 | Стайцелес Бебри            | 4:4 (п. 1:3) | Упесциемс                   |
| 17.10.2009 | Балву Вилки/Марупе (Балви) | 1:0          | Приекули                    |
| 17.10.2009 | РФШ/Фламинко (Рига)        | 10:0         | Добеле                      |
| 17.10.2009 | Тукума Брали               | 3:3 (п. 3:5) | ColdGel/Варавиксне (Лиепая) |
| 18.10.2009 | Олайне                     | 0:1          | ДЮСШ Елгава                 |
| 18.10.2009 | Озолниеки                  | 1:1 (п. 5:3) | Виесулис (Рига)             |
| 18.10.2009 | Валка                      | 5:1          | Албертс (Рига)              |
| 18.10.2009 | Адажи                      | 3:2 (д. в.)  | Гулбене 2005                |
| 18.10.2009 | ДЮСШ Бауский район         | 4:1 (д. в.)  | Элви (Кулдига)              |

## 1/16 финала
| Дата       | Хозяева                    | Счёт         | Гости                       |
| ---------- | -------------------------- | ------------ | --------------------------- |
| 24.10.2009 | Кварцс (Мадона)            | 0:4          | МЕТТА/ЛУ (Рига)             |
| 24.10.2009 | Балву Вилки/Марупе (Балви) | 2:3 (д. в.)  | Упесциемс                   |
| 24.10.2009 | Валка                      | 0:0 (п. 4:2) | Ауда (Кекава)               |
| 24.10.2009 | РФШ/Фламинко (Рига)        | 0:1          | ColdGel/Варавиксне (Лиепая) |
| 24.10.2009 | Озолниеки                  | 0:6          | Елгава                      |
| 24.10.2009 | ДЮСШ Бауский район         | 0:2          | Юрмала                      |
| 25.10.2009 | ДЮСШ Елгава                | 1:8          | Каугури/ПБЛЦ (Юрмала)       |
| 25.10.2009 | Адажи                      | 1:4          | Даугава (Даугавпилс)        |

## 1/8 финала
| Дата       | Хозяева                     | Счёт         | Гости               |
| ---------- | --------------------------- | ------------ | ------------------- |
| 02.04.2010 | Юрмала                      | 0:4          | Вентспилс           |
| 02.04.2010 | Даугава (Даугавпилс)        | 1:4          | Металлург (Лиепая)  |
| 03.04.2010 | Каугури/ПБЛЦ (Юрмала)       | 0:3 (т. п.)1 | Сконто (Рига)       |
| 03.04.2010 | Елгава                      | 2:1 (д. в.)  | Транзит (Вентспилс) |
| 03.04.2010 | МЕТТА/ЛУ (Рига)             | 1:3          | Даугава/РФШ (Рига)  |
| 04.04.2010 | ColdGel/Варавиксне (Лиепая) | 0:2          | Олимп/РФШ (Рига)    |
| 04.04.2010 | Упесциемс                   | 0:5          | Блазма (Резекне)    |
| 04.04.2010 | Валка                       | 0:13         | Юрмала-VV           |

1 Команда «Каугури/ПБЛЦ» отказалась от участия в розыгрыше Кубка Латвии.

## 1/4 финала
| Дата       | Хозяева            | Счёт         | Гости            |
| ---------- | ------------------ | ------------ | ---------------- |
| 14.04.2010 | Юрмала-VV          | 4:0          | Блазма (Резекне) |
| 14.04.2010 | Даугава/РФШ (Рига) | 0:4          | Олимп/РФШ (Рига) |
| 14.04.2010 | Вентспилс          | 0:0 (п. 6:7) | Сконто (Рига)    |
| 14.04.2010 | Металлург (Лиепая) | 3:3 (п. 4:5) | Елгава           |

## 1/2 финала
| Дата       | Хозяева          | Счёт         | Гости     |
| ---------- | ---------------- | ------------ | --------- |
| 28.04.2010 | Сконто (Рига)    | 1:1 (п. 3:5) | Елгава    |
| 28.04.2010 | Олимп/РФШ (Рига) | 1:3          | Юрмала-VV |

## Финал
| Дата       | Хозяева | Счёт         | Гости     |
| ---------- | ------- | ------------ | --------- |
| 19.05.2010 | Елгава  | 2:2 (п. 6:5) | Юрмала-VV |

| 19 мая 2010                          | \| Елгава \| 2:2 (0:1, 2:2) (д. в.) протокол \| Юрмала-VV \| \| И.Лапковский 55′ · Редько 85′ (пен.) \| Голы \| Паплавский 14′ · Чистяков 76′ \| | Стадион «Сконто», Рига Зрителей: 4 000 Судья: Андрей Сипайло (Даугавпилс) |
| Елгава                               | 2:2 (0:1, 2:2) (д. в.) протокол | Юрмала-VV                                                                 |
| И.Лапковский 55′ · Редько 85′ (пен.) | Голы | Паплавский 14′ · Чистяков 76′                                             |

| Серия пенальти:                                                              |     |                                                                              |
| Редько · Пелцис · Лаздиньш · Малашенок · Богдашкин · Медецкий · В.Лапковский | 6:5 | Беззубов · Зунтнерс · Колоколенкин · Голубев · Нагуманов · Жаткин · Калныньш |

| Обладатель Кубка Латвии 2009/10 |
| ------------------------------- |
| «Елгава» 1-й титул              |